# Aritsune Mizuno
Pour les articles homonymes, voir Mizuno (homonymie).
Aritsune Mizuno (水野 有庸, Mizuno Aritsune) (en latin Arituneus Mizuno) né à Ōita sur l'île de Kyūshū le 24 octobre 1928 et mort en 2008, est un écrivain et poète latin contemporain de nationalité japonaise. Il est professeur à l'université de Kyoto au Japon.
Il fut le disciple du grand latiniste japonais le professeur Saburō Takada (ja)[réf. nécessaire].
Il est l'auteur de nombreuses poésies latines lyriques.  Il figure parmi les meilleurs poètes latins du XXe siècle. Son œuvre la plus connue est son Vergilius emendatus, une réécriture de l'Énéide.

## Publications

### En latin
- 1987 : « Taciturnitas » in Melissa, no 16, 1987, p. 14.
- 1988 : Aeneidos liber primus emendatus, Kyoto, 1988.
- 1988 : « Ex Iaponia poemata...VER », in Melissa, no 22, 1988, p. 12.
- 1989 : « Poema latinum ex Iaponia missum. PAX », in Melissa, no 28, 1989, p. 10.
- 1990 : « Poesis latina ex Iaponia: 'Quies inaudita' ", in Melissa, no 34, 1990, p. 5.
- 1991 : « Carmina Galliambica » (commentaires de Dirk Sacré), in Melissa, no 40, 1991, p. 7.
- 1992 : « Libertas » (carmen), in Melissa, no 49, 1992, p. 14.
- 1993 : « Lesbis » (Carmen), in Melissa, 1993, p. 6.
- 1994 : Anima odarum classicarum : Carmina Lyrica, Latine edita ex Iaponia (古典ラテン詩の精―本邦からのラテン語叙情詩集?)
- 1995 : « Allegorice », in Melissa, no 64, 195, p. 12.
- 1996 : « Iaponica Musa », in Melissa, no 70, 1996, p. 11.
- 1996 : « Hebrus alter », in Melissa, no 70, 1996, p. 11.
- 1997 : « Valedictio (?) » (carmen), in Melissa, no 76, 1997, p. 14.
- 1997 : « Mos modusque », in Melissa, no 82, 1998, p. 13.

### Traductions en japonais
- Dans Platon (プラトン?, 1968-1972)
  - Épinomis
- Dans Cicero ; Epictetus ; Marcus Aurelius (キケロ ; エピクテトス ; マルクス・アウレリウス?, 1964-1970)
  - Songe de Scipion
  - Paradoxes des stoïciens
  - Épinomis
- Le Sophiste (1976)
- Le Politique (1976)